# ザ・アウトロー
『ザ・アウトロー』（原題：Den of Thieves）は、2018年のアメリカ合衆国の強盗アクションスリラー映画。原題は、「泥棒達の巣窟」の意味である。製作、脚本、監督はクリスチャン・グーデガスト、主演はジェラルド・バトラーが務めた。なお、本作はグーデカストの映画監督デビュー作となった。
世界屈指の犯罪都市ロサンゼルスを舞台に銀行強盗団と重犯罪特捜班を率いる型破りな刑事の対決を描いたアクション映画である。

## ストーリー
2018年、ロサンゼルス。1台の現金輸送車がコーヒーショップに立ち寄った。その後まもなくして、元MARSOCのレイ・メリーメン率いる強盗団が襲来し現金輸送車を強襲した。警備員たちが応戦の構えを見せたため、強盗団は銃撃を開始した。そこに警官たちがやってきたため、強盗団は彼らとも銃撃戦を行った。強盗団は何とかトラックを強奪して逃走することに成功したが、メリーメンは銃撃戦を引き起こしたボスコを厳しく叱責した。
その日の朝、カリフォルニア郡保安局のニック・オブライエン刑事が犯罪現場の捜査に向かった。捜査中、ニックはFBI捜査官のロビンと口論になった。ニックは長らくメリーメン一味の捜査に当たっているために、彼に並々ではない感情を抱いていたが、メリーメンの方もニックに部下を殺された恨みを抱いていた。ニックはバーテンダーとして働くドニーに客を装って接近し、隙をついて昏倒させた。ニックは警官たちのたまり場にドニーを連行し、メリーメンの次の犯行について聞き出そうとした。ドニーは「自分がメリーメンたちとかかわるようになったのは、ゲットアウェイ・ドライバーとしての腕を高く評価されたからであって、それ以上のことは知らない」と言うばかりであった。しかし、メリーメン一味には一世一代の大強盗計画があった。連邦準備銀行にある3000万ドルの強奪を目論んでいたのである。
当初の計画通り、ドニーが中華料理店の配達員に雇われたことで、メリーメンは連邦準備銀行への侵入経路を確保した。ドニーは準備銀行のトイレの天井裏に出前料理の入った袋を隠し、来るべき大一番の日に備えた。その頃、ニックの妻であるデビーは夫が自分に隠れてストリップを見に行っていることを知った。憤慨したデビーは娘を連れて実家に帰ろうとした。ニックは弁明しようとしたが、デビーはそれに耳を貸さなかった。それどころか、デビーは弁護士に相談して離婚手続きを進めていた。
ニックはドニーがメリーメンたちと鉄板焼き屋で食事をしているところに割り込み、ドニーに呼びかけた。その一件について一味はドニーが裏切ったのではないかと不信感を抱いた。アジトにて、メリーメンは部下のルヴォーにドニーが計画を漏らしていないかどうか尋問するよう命じた。尋問中、ドニーは自分が一切の情報を漏らしていないことを繰り返し主張した。その頃、ニックはストリップクラブにおり、ストリッパーと一夜を過ごしていた。しかしそのストリッパーはメリーメンの仲間であり、そのストリッパーを通じてニックに情報を流すようにメリーメンに指示されていた。
その後、ルヴォーは娘がデートしていることを知った。どうにも不快な気分になったルヴォーは相手の男の子をメリーメンの仲間と散々におちょくった。当然のごとく、男の子は震え上がり、その姿を見た一味は笑ってしまった。その頃、ニックはデビーの妹の家に乗り込み、デビーに当て付けるように彼女の恋人の前で離婚届にサインをし、恋人を威嚇してみせた。その後、娘が通う学校に向かったニックは、娘の顔を見るために思わぬ苦労を強いられることとなった。
そうこうしているうちに、メリーメン一味の強盗計画実行の日となった。

## 登場人物
ニック・オブライエン
演 - ジェラルド・バトラー
刑事。
レイ・メリーメン
演 - パブロ・シュレイバー
元MARSOC。現在は強盗団のリーダー。軍人時代は軍務を担当。
エンソン・ルヴォー
演 - カーティス・"50セント"・ジャクソン
元MARSOC。メリーメンの部下。軍人時代は爆発物専門だった。
ボー・"ボスコ"・オストロマン
演 - エヴァン・ジョーンズ
元MARSOC。ハンティンドビーチ出身。
ドニー・ウィルソン
演 - オシェア・ジャクソン・Jr
バーテンダー。元海兵隊員。
ベニー・"ボラッチョ"・メガロフ
演 - モーリス・コンプト
ニックの部下。
トニー・Z・ザパタ
演 - カイウィ・ライマン＝マーズロー
ニックの部下。
ガス・ヘンダーソン
演 - モー・マクレー
ニックの部下。
マーフィー・コナーズ
演 - ブライアン・ヴァン・ホルト
ニックの部下。
デビー・オブライエン
演 - ドーン・オリヴィエリ
ニックの妻。
ロビン
FBI捜査官。
マーカス・ローズ
メリーメンの部下。

## キャスト
| 役名                           | 俳優                               | 日本語吹替 |
| ------------------------------ | ---------------------------------- | ---------- |
| ニック・オブライエン刑事       | ジェラルド・バトラー               | 宮内敦士   |
| レイ・メリーメン               | パブロ・シュレイバー               | 山本兼平   |
| エンソン・ルヴォー             | カーティス・“50セント”・ジャクソン | 山本満太   |
| ボー・“ボスコ”・オストロマン   | エヴァン・ジョーンズ               | 渡邉隼人   |
| ドニー・ウィルソン             | オシェア・ジャクソン・Jr           | 西谷修一   |
| マック                         | クーパー・アンドリュース           | 拝真之介   |
| ベニー・“ボラッチョ”・メガロフ | モーリス・コンプト                 | 水越健     |
| トニー・Z・ザパタ              | カイウィ・ライマン＝マーズロー     | 山口恵     |
| ガス・ヘンダーソン             | モー・マクレー                     | 峰晃弘     |
| マーフィー・コナーズ           | ブライアン・ヴァン・ホルト         | 櫻庭裕士   |
| デビー・オブライエン           | ドーン・オリヴィエリ               | 杉山滋美   |
| 警備員                         | ルイス・タン                       |            |
| ホーリー                       | メドウ・ウィリアムズ               | 今泉葉子   |
| バス                           | マックス・ホロウェイ               |            |
| ウォルフガング                 | ジェイ・ドビンス                   |            |
| マロア                         | アリックス・ラプリ                 |            |
| ボブ                           | ジョーダン・ブリッジス             | 石狩勇気   |
| ?                              |                                    | 松本沙羅   |
| ?                              |                                    | 阿部大樹   |

## 製作
2016年6月14日、ジェラルド・バトラーがSTXエンターテインメント製作の新作スリラー映画に出演するとの報道があった。
本作の主要撮影は2017年1月30日にジョージア州アトランタで始まった。

## 興行収入
本作は『ホース・ソルジャー』及び『Forever My Girl』と同じ週に公開され、公開初週末に700万ドルから1000万ドルを稼ぎ出すと予想されていたが、実際の数字はこれを上回るものであった。2018年1月19日、本作は全米2432館で封切られ、公開初週末に1520万ドルを稼ぎ出し、週末興行収入ランキング初登場3位となった。

## 評価
本作に対する批評家からの評価は平凡なものに留まっている。映画批評集積サイトのRotten Tomatoesには55件のレビューがあり、批評家支持率は44%、平均点は10点満点で5.13点となっている。サイト側による批評家の見解の要約は「『ザ・アウトロー』は犯罪スリラー映画の古典の数々に並々ならぬ敬意を払っている。しかし、不幸にも、同作はそのインスピレーションを十全に活用できていない。」となっている。また、Metacriticには22件のレビューがあり、加重平均値は50/100となっている。なお、本作のCinemaScoreはB+となっている。

## 続編
2018年2月、STXエンターテインメントは本作の続編を製作することを決め、グーデガスト監督やバトラーら主要キャストが続投すると発表した。